# Aguero Sergio Fabian Ezequiel
Aguero Sergio Fabian Ezequiel (La Rioja, 1994. április 7. –)  argentin születésű malajziai válogatott labdarúgó, jelenleg a Sri Pahang csatára.

#### Góljai a maláj válogatottban
| #  | Dátum              | Ellenfél  | Eredmény | Kiírás           | Esemény |
| -- | ------------------ | --------- | -------- | ---------------- | ------- |
| 1. | 2022. december 24. | Laosz     | 5 – 0    | AFF Championship | 29' 82' |
| 2. | 2023. január 3.    | Szingapúr | 4 – 1    | AFF Championship | 60' 88' |

## Külső hivatkozások
- Aguero Sergio Fabian Ezequiel adatlapja a Soccerway oldalon (angolul)